# Johannes Honterus-szobor
Johannes Honterus szobra a brassói Honterus-udvarban, a Fekete templom délnyugati tornyának déli homlokzata előtt áll; Brassó első és egyetlen szász emlékműve. 1898-ban állították, a magyar millenniumi ünnepségekre és emlékoszlopra adott egyfajta szimbolikus válaszként. Az életnagyságúnál nagyobb szobor a Fekete templom és a Honterus által alapított iskola és könyvtár háromszögében, magas gránittalapzaton helyezkedik el.

## Története

### Tervezése, felállítása
Johannes Honterus (1498–1549) kiemelkedő brassói humanista polihisztor, iskolaalapító, és evangélikus reformátor volt, aki általános tiszteletnek örvendett az erdélyi, különösen a brassói szászok körében. Egy emlékmű felállítását legelőször 1845-ben, a Honterus-féle iskola alapításának háromszázadik évfordulója alkalmából javasolták (megjegyzendő, hogy a 19. században még úgy tartották, hogy Honterus 1545-ben alapította az iskolát; később a dátumot 1541-re javították). 1882-ben ismét felvetették egy alkotás elkészítését, és gyűjtést is rendeztek, azonban a kivitelezés váratott magára.
Az emlékmű állításához a végső löketet az 1896-os millenniumi ünnepségek adták meg, mikor is a magyarok emlékoszlopot állítottak a Cenken („Árpád-szobor”). A Honterus-szobor a szászok tiltakozása volt a magyar térfoglalás ellen, a város történelmi központjának szimbolikus visszahódítása. Franz Obert lelkész még 1896-ban bizottságot alapított azzal a céllal, hogy Honterusnak szobrot állítsanak; elkészítését a helyi lakosok, evangélikus gyülekezetek és iskolák támogatták; sőt, még Ausztriából és Németországból is kaptak adományokat. A mű elkészítésével a Bismarck-szobrairól híres berlini Harro Magnussent bízták meg.

### Felavatása
A szobrot 1898. augusztus 21-én, Honterus születésének négyszázadik évfordulóján leplezték le. Jelen volt a város szász elitje: lelkészek, tanítók, politikusok; ezek mellett pedig többezer, népviseletbe öltözött erdélyi szász. Az ünnepségen a többi nemzet képviselője (közöttük a főispán) is részt vett, és német és osztrák küldöttségek is érkeztek. Az évfordulóhoz kötött rendezvények egész héten tartottak, kulturális- és sporteseményekkel hódítva meg a belvárost. Számos cikket és könyvet is kiadtak Honterusról, hogy ismertessék a városiakkal Honterust és a szász történelmet.
A szász újságok kiemelték a szoborállítás és a rendezvények vallásos, apolitikus voltát, és kihangsúlyozták, hogy a szász nemzeti érzés egyetlen más néppel szemben sem ellenséges. Ezért mind a helyi magyarok, mind a románok toleránsan fogadták az ünnepségeket.

### Vandalizmusok
1999-ben három fiatalkorú lefeszítette a talapzatot díszítő két bronz dombormű egyikét, kalapáccsal felismerhetetlenné tették, majd értéke ezredrészéért eladták egy színesfém-kereskedőnek. 2009-ben fémtolvajok a másik bronztáblát is ellopták. Wilhelm Ernst Roth brassói születésű művész fényképek alapján elkészítette mindkét műalkotás pontos mását, és ezek 2010-ben visszakerültek a talapzatra. A szobrot jelenleg kerítés és biztonsági kamera őrzi.

## Leírása
A bronzból készült szobor 2,5 méter magas, és 2,6 méter magas gránittalapzaton áll. A Fekete templom és a Honterus által alapított iskola és könyvtár háromszögében helyezkedik el; Honterus alakja jobb kezével az iskola felé mutat, baljában nyitott könyvet tart, melynek lapjain két, munkássága szempontjából fontos művének címe olvasható: Reformationsbüchlein (A reformáció könyve) és Schulordnung (Iskolai szabályzat). Képmásának egy 1550-es fametszet szolgált mintájául, mely szigorú tekintettel, jellegzetes szakállal, és a plébánosi viselethez tartozó fejfedővel szemlélteti.
A talapzaton elhelyezett két, egyenként 33 kilogrammos bronz magasdombormű a tudóst ábrázolja különböző helyzetekben: a baloldali (nyugati) 1539-ben alapított nyomdájában, a jobboldali (keleti) pedig úrvacsoraosztás közben. Ez utóbbi felirata: Wachet und betet (Vigyázzatok és imádkozzatok). A magasdomborművek felülete 81 x 70 centiméter.
A romániai műemlékek jegyzékében a szobor BV-III-m-B-11857 sorszámon szerepel.

## Képek

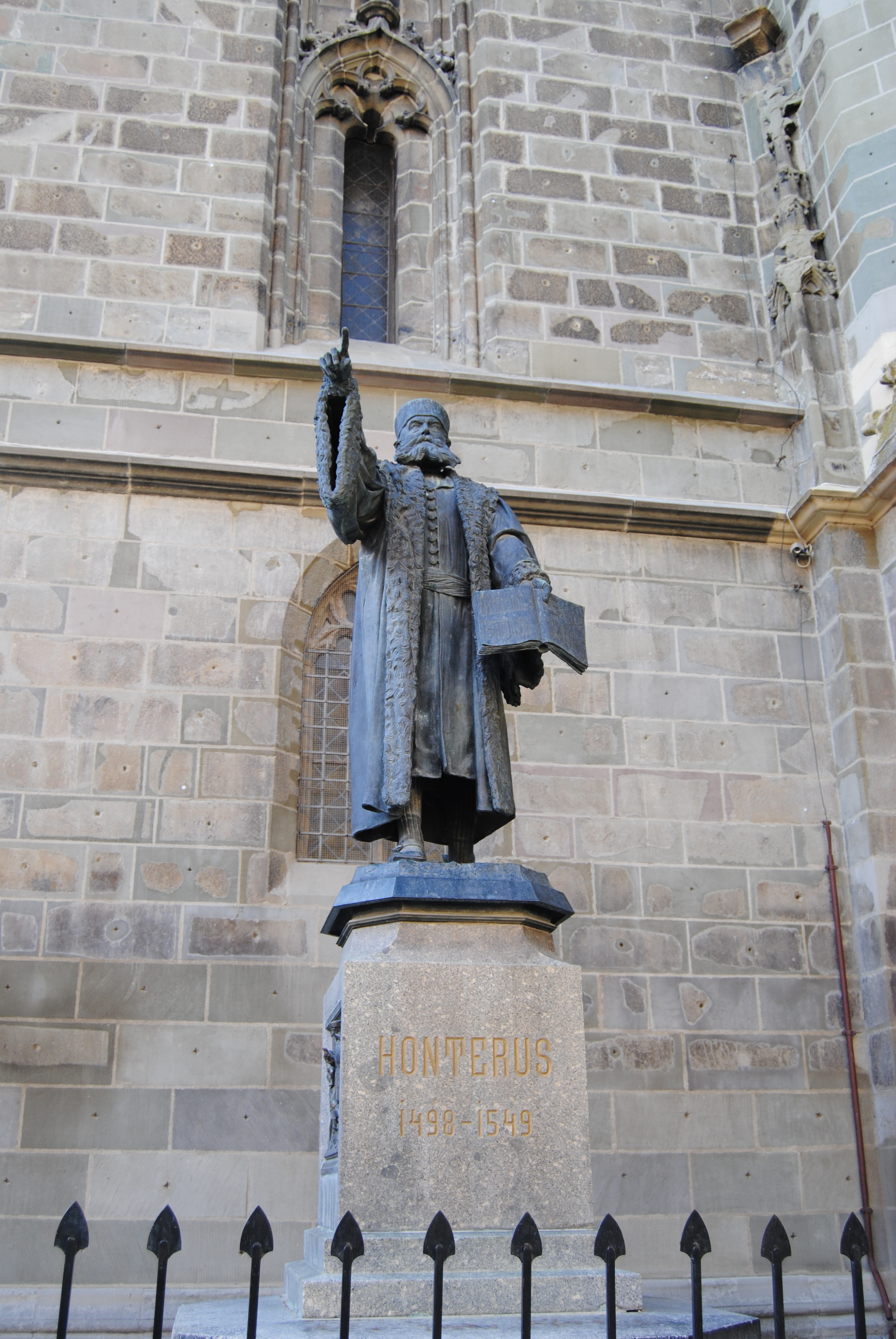
A Honterus-szobor 2012-ben
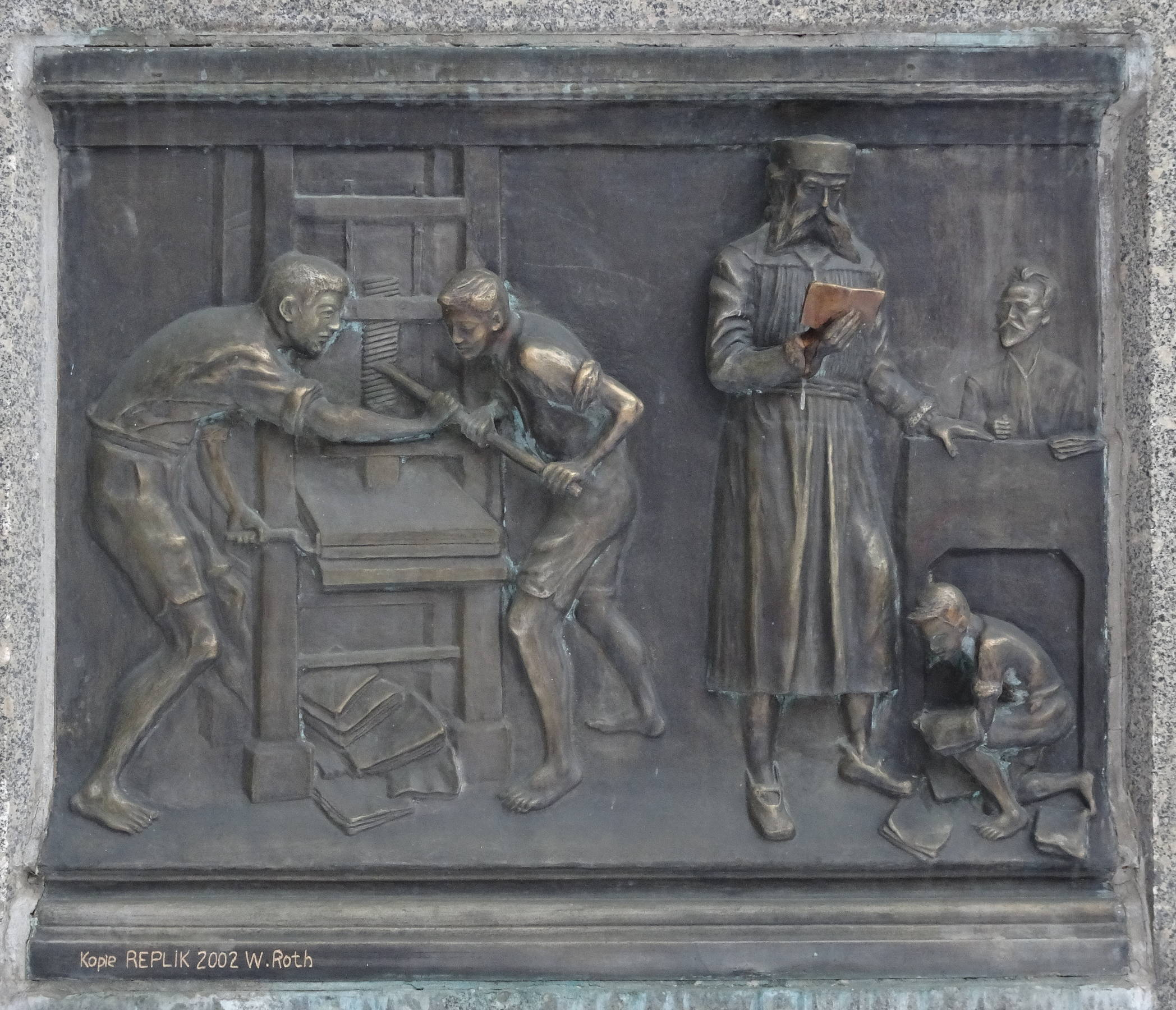
A bal oldali dombormű
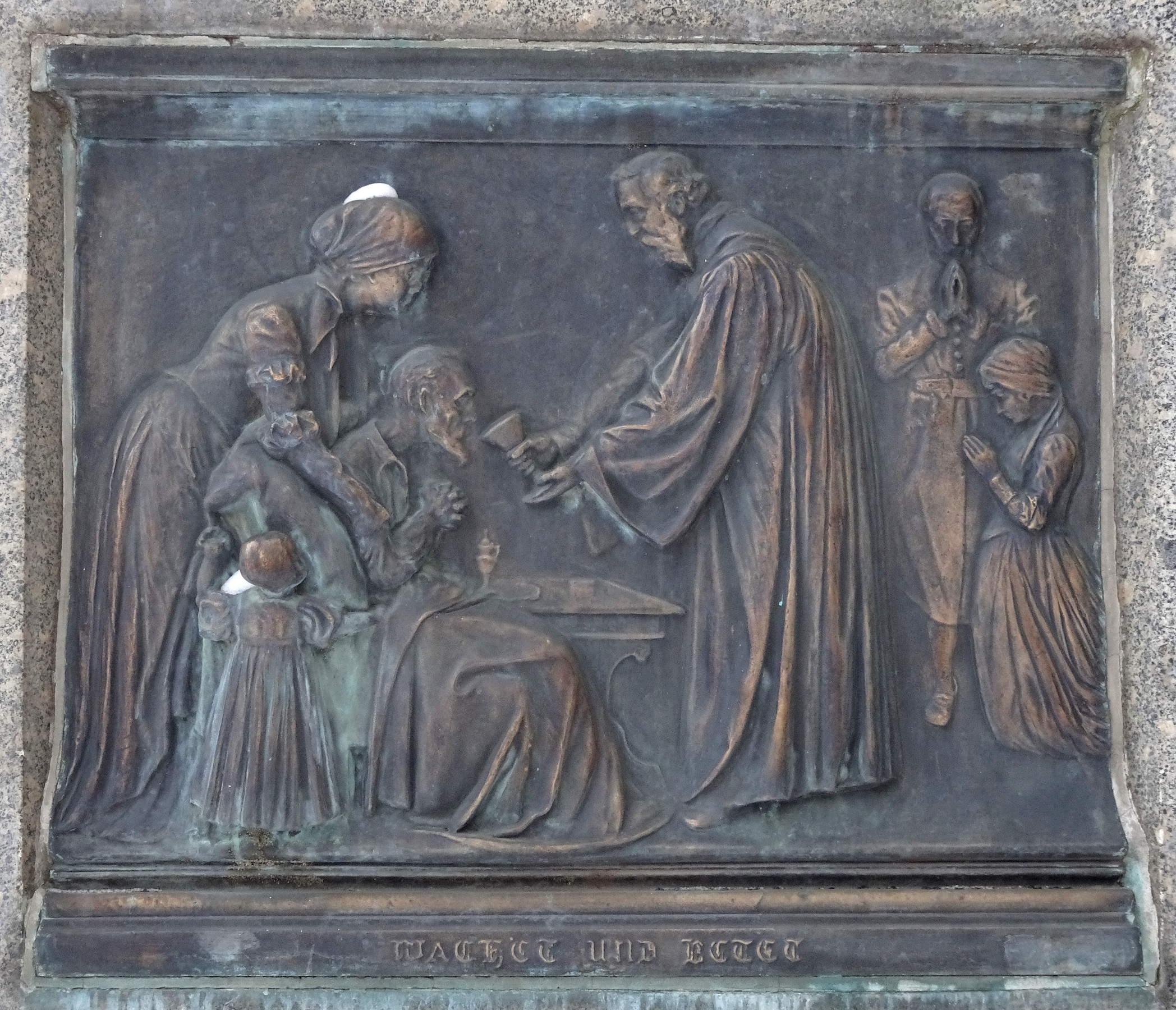
A jobb oldali dombormű